# Subsidência (meteorologia)
Em meteorologia e climatologia, subsidência é o movimento descendente de massas de ar. A causa mais comum de subsidência na atmosfera terrestre são as baixas temperaturas: à medida que o ar arrefece, torna-se mais denso e move-se em direcção ao solo, do mesmo modo que o ar quente é menos denso e portanto sobe. A subsidência geralmente provoca alta pressão barométrica à medida que mais ar vai ocupando um mesmo espaço: por exemplo, as altas pressões polares são áreas de subsidência quase contínua; estas áreas de subsidência são a causa de grande parte dos ventos dominantes. A subsidência pode também causar fenómenos meteorológicos de menor escala, como a neblina matinal. Um exemplo de subsidência extrema é o das rajadas descendentes, que podem provocar danos semelhantes aos de tornados. Uma forma menos extrema de subsidência designa-se por corrente descendente.